# Monastero di Dechen Phodrang
Il Dechen Phodrang (letteralmente, "Palazzo della Grande Beatitudine") è un monastero buddista situato a Thimphu, la capitale del Bhutan. È situato su un'altura poco fuori dal centro, nei pressi del più antico Tashichoedzong.

## Storia
Un primo monastero fu edificato nel medesimo luogo nel 1216 dal lama Gyalwa Lhanapa (1164-1224), fondatore del ramo Lhapa del Drikung Kagyu. Nel 1641 lo Shabdrung Ngawang Namgyal acquistò lo dzong per insediarvi sia i monaci che i funzionari statali, ma l'edificio ben presto si dimostrò troppo piccolo per ospitare tutte quelle persone. Egli fece allora erigere un altro dzong più in basso nella valle per ospitarvi soltanto i laici. Il nuovo edificio fu poi per l'appunto ribattezzato Tashichoedzong. Il vecchio, invece, fu devastato da un incendio nel 1771 e fu di conseguenza abbandonato, salvo poi essere ricostruito negli anni successivi e indicato come Dechen Phodrang, nome che porta ancora oggi. Nel 1971 fu infine riconvertito in scuola monastica, dove attualmente sono offerti diversi corsi di durata pluriennale agli aspiranti monaci.
Il monastero offre diversi manufatti di interesse storico-artistico risalenti al XII secolo, tra cui alcuni dipinti monitorati dall'UNESCO. Tra le sculture se ne segnalano in particolare due: una dedicata a Gautama Buddha e una allo Shabdrung.

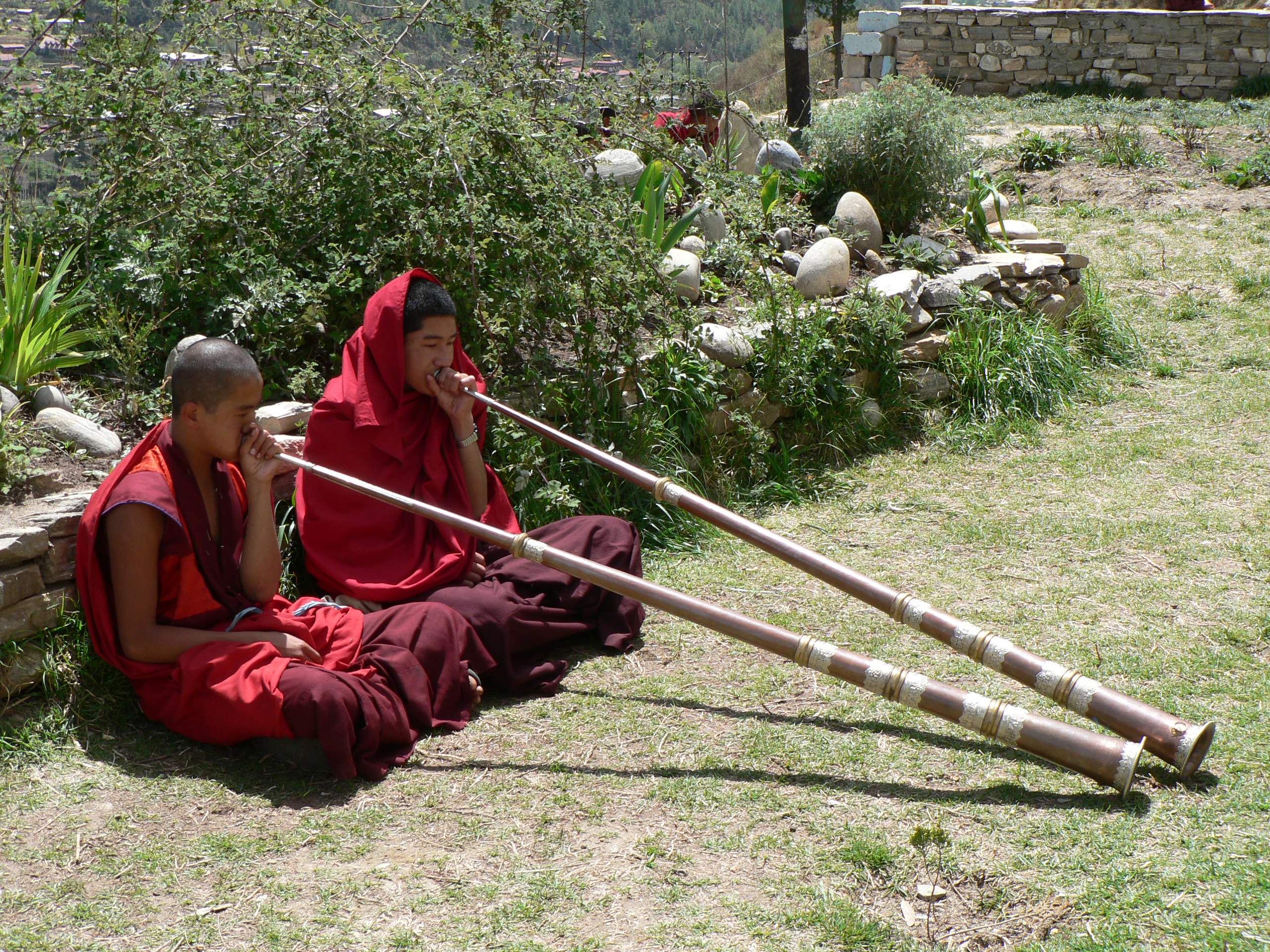
Monaci che imparano a suonare
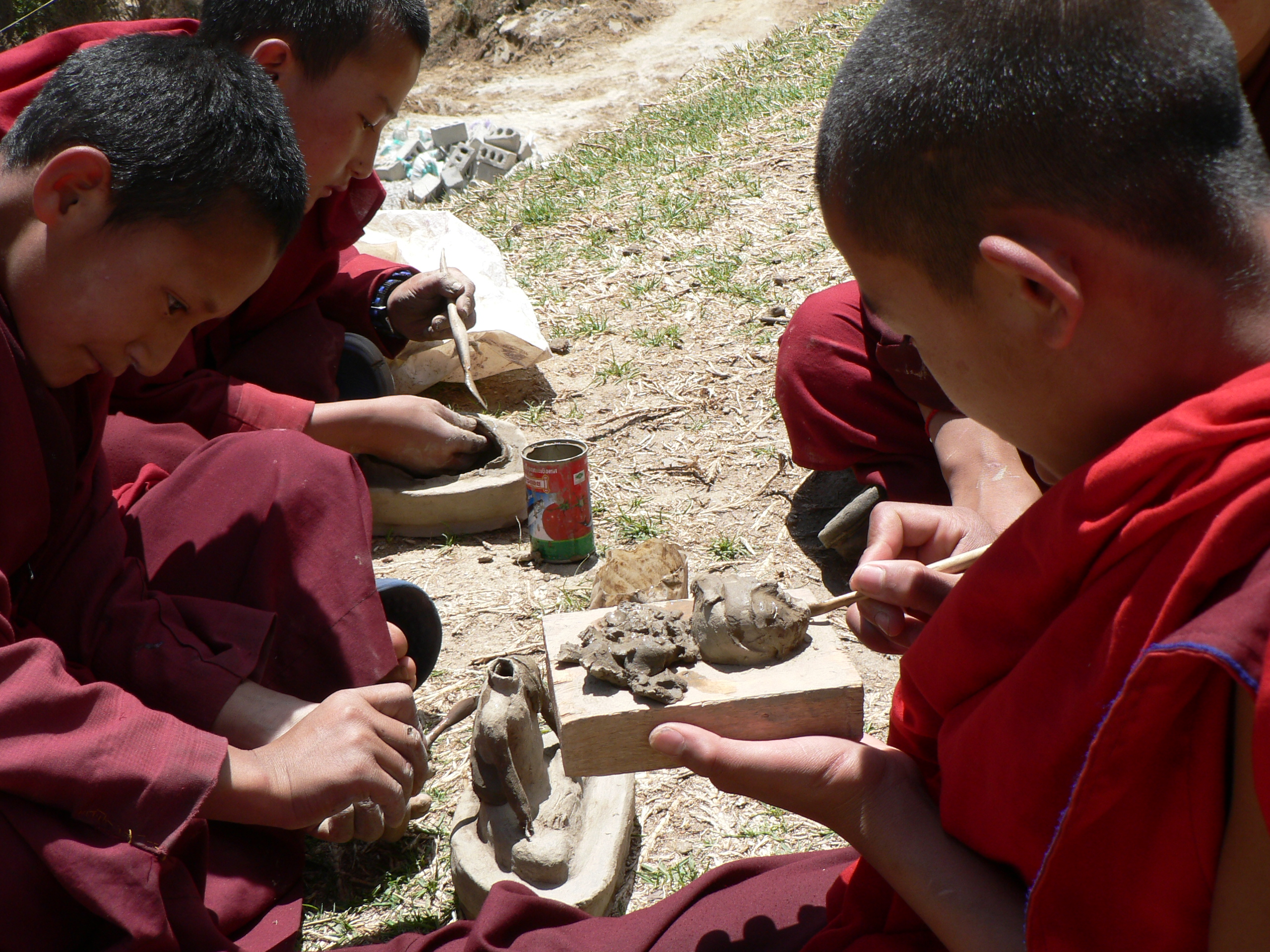
Monaci che imparano a scolpire